# ABT1
ABT1 (англ. Activator of basal transcription 1) – білок, який кодується однойменним геном, розташованим у людей на 6-й хромосомі. Довжина поліпептидного ланцюга білка становить 272 амінокислот, а молекулярна маса — 31 079.
| 10         |  | 20         |  | 30         |  | 40         |  | 50         |
| ---------- |  | ---------- |  | ---------- |  | ---------- |  | ---------- |
| MEAEESEKAA |  | TEQEPLEGTE |  | QTLDAEEEQE |  | ESEEAACGSK |  | KRVVPGIVYL |
| GHIPPRFRPL |  | HVRNLLSAYG |  | EVGRVFFQAE |  | DRFVRRKKKA |  | AAAAGGKKRS |
| YTKDYTEGWV |  | EFRDKRIAKR |  | VAASLHNTPM |  | GARRRSPFRY |  | DLWNLKYLHR |
| FTWSHLSEHL |  | AFERQVRRQR |  | LRAEVAQAKR |  | ETDFYLQSVE |  | RGQRFLAADG |
| DPARPDGSWT |  | FAQRPTEQEL |  | RARKAARPGG |  | RERARLATAQ |  | DKARSNKGLL |
| ARIFGAPPPS |  | ESMEGPSLVR |  | DS         |  |            |  |            |

A: Аланін

C: Цистеїн

D: Аспарагінова кислота

E: Глутамінова кислота

F: Фенілаланін

G: Гліцин

H: Гістидин

I: Ізолейцин

K: Лізин

L: Лейцин

M: Метіонін

N: Аспарагін

P: Пролін

Q: Глутамін

R: Аргінін

S: Серин

T: Треонін

V: Валін

W: Триптофан

Задіяний у таких біологічних процесах, як транскрипція, регуляція транскрипції, ацетилювання. 
Білок має сайт для зв'язування з ДНК, РНК. 
Локалізований у ядрі.